# Al Madrigal
Alessandro Liborio Madrigal (sinh ngày 4/7/1971) là nam diễn viên hài, nhà văn, nhà sản xuất phim người Mỹ. Anh nổi tiếng với vai trò phóng viên, bình luận viên trong năm mùa của chương trình The Daily Show with Jon Stewart. Bên cạnh nghề diễn hài độc thoại, anh cũng tham gia trong các sê-ri truyền hình như I'm Dying Up Here, About A Boy, cũng như các sitcom Gary Unmarried và Welcome to The Captain. Anh cũng góp mặt trong các chương trình talkshow Conan và The Tonight Show with Jimmy Fallon.

## Thời thơ ấu
Madrigal sinh ra ở thành phố San Francisco, California. Gia đình anh là người gốc Mexico (Tijuana) và Ý (Sicily). Anh từng theo học trường Công giáo tự thục A Ecole Notre Dame Des Victoires và sau đó là Đại học San Francisco.

## Sự nghiệp
Tháng 1/2008, Madrigal vào vai Jesús trong sê-ri hài Welcome to The Captain (CBS). Tuy vậy, phim này sớm bị nhà đài hủy sau năm tập phát sóng.

## Danh sách phim

### Điện ảnh
| Năm  | Tên                            | Vai                     | Ct            |
| ---- | ------------------------------ | ----------------------- | ------------- |
| 2013 | Why Is The Rabbit Crying?      | (Chính mình)            | Hài độc thoại |
| 2015 | Still Punching The Clown       | Officer Delgado         |               |
| 2015 | Half Like Me                   | (Chính mình)            | Phim ngắn     |
| 2016 | Punching Henry                 | Cảnh sát Delgado        |               |
| 2016 | Snatched                       | Nhân viên đại sứ quán   |               |
| 2018 | Night School                   | Luis                    |               |
| 2020 | The Way Back                   | Dan                     |               |
| 2021 | The Map of Tiny Perfect Things | Mr. Pepper              |               |
| 2021 | Violet                         | Darren Brightly         |               |
| 2021 | Happily                        | Arthur                  |               |
| 2022 | Morbius                        | Agent Alberto Rodriguez |               |
| TBA  | Unplugging                     | Juan                    | Hậu kỳ        |